# Torre de’ Roveri
Torre de’ Roveri (lombardul: Tur de Ròer) település Olaszországban, Lombardia régióban, Bergamo megyében. Lakosainak száma 2552 fő (2023. január 1.). Torre de’ Roveri Albano Sant’Alessandro, Pedrengo, Scanzorosciate, San Paolo d’Argon és Cenate Sotto községekkel határos.

## Népesség
A település lakossága az elmúlt években az alábbi módon változott:
| Lakosok száma | 2447 | 2470 | 2552 |
|               | 2017 | 2018 | 2023 |